# Fernando Martins
Fernando Lucas Martins (Erechim, Río Grande del Sur, 3 de marzo de 1992), más conocido como Fernando, es un futbolista brasileño que juega de centrocampista en el Al-Jazira S. C. de la UAE Pro League.

## Trayectoria
Se formó en el Grêmio, con el que jugó desde su debut en 2009 hasta 2013. El 13 de junio de 2013, Fernando fichó por el Shakhtar Donetsk, a cambio de 11 millones de euros, firmando un contrato de cinco años.
El 6 de julio de 2015 fue traspasado a la U. C. Sampdoria por 8 millones de euros. En el conjunto italiano disputó 33 partidos en la Serie A, anotando cuatro goles.[cita requerida] El 19 de julio de 2016 fue vendido al club ruso del Spartak de Moscú por unos 13 millones de euros.
El 30 de julio de 2019, tras tres temporadas en Moscú, firmó por el Beijing Sinobo Guoan, en ese momento equipo de la Superliga de China, a cambio de 15 millones de euros. Abandonó el equipo chino a finales de 2021 para volver al fútbol europeo después de incorporarse al Antalyaspor. En año y medio consiguió nueve goles en 49 partidos y en agosto de 2023 regresó al fútbol asiático tras fichar por el Al-Jazira S. C.

## Selección nacional
Ha sido internacional con la selección de fútbol de Brasil en 8 ocasiones, con el que logró la Copa FIFA Confederaciones 2013.

### Participaciones en Copas del Mundo
| Mundial                               | Sede     | Resultado | Partidos | Goles |
| ------------------------------------- | -------- | --------- | -------- | ----- |
| Copa Mundial de Fútbol Sub-20 de 2011 | Colombia | Campeón   | 7        | 0     |

### Participaciones en Copas Confederaciones
| Copa                           | Sede   | Resultado | Partidos | Goles |
| ------------------------------ | ------ | --------- | -------- | ----- |
| Copa FIFA Confederaciones 2013 | Brasil | Campeón   | 1        | 0     |

### Participaciones en Campeonatos Sudamericanos
| Copa                                   | Sede   | Resultado |
| -------------------------------------- | ------ | --------- |
| Campeonato Sudamericano Sub-15 de 2007 | Brasil | Campeón   |
| Campeonato Sudamericano Sub-17 de 2009 | Chile  | Campeón   |
| Campeonato Sudamericano Sub-20 de 2011 | Perú   | Campeón   |

## Clubes
| Club                          | País                   | Año       |
| ----------------------------- | ---------------------- | --------- |
| Grêmio                        | Brasil                 | 2009-2013 |
| Shajtar Donetsk               | Ucrania                | 2013-2015 |
| U. C. Sampdoria               | Italia                 | 2015-2016 |
| Spartak de Moscú              | Rusia                  | 2016-2019 |
| Beijing Sinobo Guoan (cedido) | China                  | 2019      |
| Beijing Sinobo Guoan          | China                  | 2020-2021 |
| Antalyaspor                   | Turquía                | 2022-2023 |
| Al-Jazira S. C.               | Emiratos Árabes Unidos | 2023-     |

## Palmarés

### Campeonatos regionales
| Título            | Club   | País   | Año  |
| ----------------- | ------ | ------ | ---- |
| Campeonato Gaúcho | Grêmio | Brasil | 2010 |

### Campeonatos nacionales
| Título                  | Club             | País    | Año  |
| ----------------------- | ---------------- | ------- | ---- |
| Liga Premier de Ucrania | Shajtar Donetsk  | Ucrania | 2014 |
| Supercopa de Ucrania    | Shajtar Donetsk  | Ucrania | 2014 |
| Liga Premier de Rusia   | Spartak de Moscú | Rusia   | 2017 |
| Supercopa de Rusia      | Spartak de Moscú | Rusia   | 2017 |

### Títulos internacionales
| Título                         | Selección     | Sede     | Año  |
| ------------------------------ | ------------- | -------- | ---- |
| Campeonato Sudamericano Sub-15 | Brasil sub-15 | Brasil   | 2007 |
| Campeonato Sudamericano Sub-17 | Brasil sub-17 | Chile    | 2009 |
| Campeonato Sudamericano Sub-20 | Brasil sub-20 | Perú     | 2011 |
| Copa Mundial de Fútbol Sub-20  | Brasil sub-20 | Colombia | 2011 |
| Copa Confederaciones           | Brasil        | Brasil   | 2013 |